# Elezioni presidenziali in Austria del 2010
Le elezioni presidenziali in Austria del 2010 si tennero il 25 aprile. Esse videro contrapposti due candidati principali: il presidente uscente Heinz Fischer, sostenuto da Partito Socialdemocratico d'Austria (di cui è esponente) e Partito Popolare Austriaco; Barbara Rosenkranz, sostenuta dal Partito della Libertà Austriaco.

## Risultati
| Heinz Fischer      | Partito Socialdemocratico d'Austria | 2 508 373 | 79,33 |  |  |  |  |  |
| Barbara Rosenkranz | Partito della Libertà Austriaco     | 481 923   | 15,24 |  |  |  |  |  |
| Rudolf Gehring     | Partito Cristiano d'Austria         | 171 668   | 5,43  |  |  |  |  |  |
| Totale             | Totale                              | 3 161 964 | 100   |  |  |  |  |  |
|                    |                                     |           |       |  |  |  |  |  |
| Voti non validi    | Voti non validi                     | 242 682   | 7,13  |  |  |  |  |  |
| Votanti            | Votanti                             | 3 404 646 |       |  |  |  |  |  |